# Nashwauk, Minnesota
Nashwauk là một thành phố thuộc quận Itasca, tiểu bang Minnesota, Hoa Kỳ. Năm 2010, dân số của thành phố này là 983 người.

## Dân số
- Dân số năm 2000: 935 người.
- Dân số năm 2010: 983 người.